# Александров, Юрий Иосифович
Юрий Иосифович Александров (род. 1948) — советский и российский учёный, психолог и психофизиолог, профессор, кандидат медицинских наук, доктор психологических наук (1986), действительный член Российской академии образования (2023).
Автор более 300 научных работ, включая учебники и монографии, а также нескольких патентов.

## Биография
Родился 30 сентября 1948 года в Москве.
В 1972 году окончил лечебный факультет Первого Московского государственного медицинского университета имени И. М. Сеченова, специальность «Лечебное дело», квалификация «Врач». Научными исследованиями начал заниматься ещё в 1968 году под руководством академика П. К. Анохина и профессора В. Б. Швыркова. В 1976 году защитил кандидатскую диссертацию, в 1986 году — докторскую диссертацию на тему «Психофизиологическое значение активности центральных и периферических нейронов в поведении». В этом же году Юрию Александрову была присуждена ученая степень доктора психологических наук.
С 1994 года заведует лабораторией психофизиологии имени В. Б. Швыркова (ранее — лаборатория нейрофизиологических основ психики им. В. Б. Швыркова) Института психологии РАН. С 2013 года преподает в Национальном исследовательском университете «Высшая школа экономики». Преподавал на кафедре педагогики Института «Высшая школа образования» Московского педагогического государственного университета. Приглашенный профессор Университета Аалто (Финляндия). Автор учебного курса « Системная психофизиология: мозг и психика в норме и патологии».
Ю. И. Александров является членом редакционной коллегии журналов «Вопросы психологии», «Российский психологический журнал», «Экспериментальная психология» и «Высшая нервная деятельность». Член диссертационного совета при факультете психологии МГУ им. М. В. Ломоносова, а также член совета экспертов Российского гуманитарного научного фонда и эксперт Российского фонда фундаментальных исследований. Вице-президент Межрегиональной ассоциации когнитивных исследований. Сопредседатель секции психофизиологии Российского психологического общества. Член международных обществ по нейронаукам и исследованию мозга.

## Заслуги
- Награждён медалями «В память 850-летия Москвы» (1997) и «Ветеран труда» (2005).
- Удостоен Сеченовской медали за выдающийся вклад в развитие мировой физиологии (2009).
- Лауреат Премии Правительства РФ в области образования (2011).